# Tanaina (Alaska)
Tanaina ist ein census-designated place (CDP) im Matanuska-Susitna Borough in Alaska in den Vereinigten Staaten. Das U.S. Census Bureau hat bei der Volkszählung 2020 eine Einwohnerzahl von 8.817 ermittelt.

## Geographie
Tanaina CDP liegt nördlich von Wasilla zwischen Meadow Lakes und Fishhook im Matanuska-Susitna-Tal. Das Gebiet umfasst Wohnsiedlungen westlich der Wasilla-Fishhook Road. Der nahegelegene Tanaina Peak wurde 1966 nach den lokalen Ureinwohnern Dena'ina-Athabasken benannt.

## Geschichte
Um 1906 wurde die Carle Wagon Road gebaut, die als Durchgangsstraße zu den Goldminen des Willow Creek Mining Districts diente.  Die Carle Wagon Road wurde später in Wasilla-Fishhook Road umbenannt. Nach 1945 wurde das Gebiet besiedelt. Der George Parks Highway wurde 1971 fertiggestellt. Geringe Wohnungskosten, der ländliche Lebensstil und die Nähe zur Großstadt Anchorage führten zu einem schnellen Bevölkerungswachstum.

## Demografie
Zum Zeitpunkt der Volkszählung im Jahre 2000 (U.S. Census 2000) hatte Tanaina CDP 4993 Einwohner auf einer Landfläche von 70,2 km². Das Durchschnittsalter betrug 31,5 Jahre (nationaler Durchschnitt der USA: 35,3 Jahre). Das Pro-Kopf-Einkommen (engl. per capita income) lag bei US-Dollar 23.967 (nationaler Durchschnitt der USA: US-Dollar 21.587). 7,5 % der Einwohner lagen mit ihrem Einkommen unter der Armutsgrenze (nationaler Durchschnitt der USA: 12,4 %). 23,1 % der Einwohner sind deutschstämmig.

## Wirtschaft
Die Wirtschaft basiert im Wesentlichen auf Einzelhandel. Viele Einwohner arbeiten in Anchorage, Palmer und Wasilla oder sind im öffentlichen Dienst bei der Gemeindeverwaltung des CDP, des Boroughs und des Bundes beschäftigt.